# Jarratt (Virginia)
Jarratt es un pueblo situado en los condados de Greensville y Sussex, Virginia, Estados Unidos. Según el censo de 2020, tiene una población de 652 habitantes.

## Demografía

### Censo de 2000
Según el censo de 2000, había 589 personas, 271 hogares y 175 familias residiendo en la localidad. La densidad de población era de 179,1 hab./km². Había 293 viviendas con una densidad media de 89,1 viviendas/km². El 63,16% de los habitantes eran blancos, el 35,99% afroamericanos, el 0,17% asiáticos, el 0,34% de otras razas y el 0,34% pertenecía a dos o más razas.
Según el censo, de los 271 hogares en el 30,3% había menores de 18 años, el 44,6% pertenecía a parejas casadas, el 15,5% tenía a una mujer como cabeza de familia y el 35,1% no eran familias. El 32,5% de los hogares estaba compuesto por un único individuo y el 16,6% pertenecía a alguien mayor de 65 años viviendo solo. El tamaño promedio de los hogares era de 2,17 personas y el de las familias de 2,71.
La población estaba distribuida en un 22,4% de habitantes menores de 18 años, un 7,3% entre 18 y 24 años, un 27,0% de 25 a 44, un 25,6% de 45 a 64 y un 17,7% de 65 años o mayores. La media de edad era 41 años. Por cada 100 mujeres había 86,4 hombres. Por cada 100 mujeres de 18 años o más, había 75,8 hombres.
Los ingresos medios por hogar en la localidad eran de 32.125 dólares ($) y los ingresos medios por familia eran 38.942 $. Los hombres tenían unos ingresos medios de 31.319 $ frente a los 30.417 $ para las mujeres. La renta per cápita para la ciudad era de 24.291 $. El 13,0% de la población y el 11,4% de las familias estaban por debajo del umbral de pobreza. El 13,3% de los menores de 18 años y el 8,5% de los habitantes de 65 años o más vivían por debajo del umbral de pobreza.

### Censo de 2020
Según el censo de 2020, el 64.50% de la población son afroamericanos, el 40.64% son blancos, el 0.46% son amerindios, el 0.15% es isleño del Pacífico, el 1.07% son de otras razas y el 3.07% son de dos o más razas,  . Del total de la población, el 2.15% son hispanos o latinos de cualquier raza.
Hay 287 hogares en la localidad. El 25.09% está encabezado por parejas casadas, el 0.35% es encabezado por un hombre sin esposa presente y el 7.67% son encabezados por una mujer sin esposo presente.

## Geografía
Según la Oficina del Censo de los Estados Unidos, Jarratt tiene un área total de 3.26 km², correspondientes en su totalidad a tierra firme.